# 夸輿県
夸輿県（こよ-けん）は中華人民共和国河北省にかつて存在した県。現在の張家口市懐安県一帯に相当する。
前漢により設置された。唐代に廃止されている。